# 亞瓦爾科查山
13°8′32″S 74°59′20″W / 13.14222°S 74.98889°W
亞瓦爾科查山（Yawarqucha），是秘魯的山峰，位於該國中南部萬卡韋利卡大區的卡斯特羅維雷納省、萬卡韋利卡省和瓦伊塔拉省，處於喬克洛科查湖東北面，屬於安第斯山脈的一部分，海拔高度約5,100米。克丘亚语中yawar意为“血”，qucha意为“湖”。